# Nišava (folyó)
A Nišava (bolgárul Нишава) folyó Bulgária és Szerbia területén a Déli-Morava jobb oldali mellékfolyója.

## Földrajzi adatok
A Kom-hegynél ered, bolgár-szerb határ közelében, és Ništől 10 km-re nyugatra torkollik a Déli-Moravába. Hossza 218 km, ebből 67 km a bolgár rész. Vízgyűjtő területe 3 950 km², közepes vízhozama a torkolatnál 30 m³ másodpercenként. 
A folyó völgyén fontos közlekedési útvonal vezet Ništől Szófia és Isztambul felé.
Jelentős városok a Nišava mentén: Dimitrovgrad, Pirot, Bela Palanka és  Niš.